# 대한민국 육군의 부대 및 편성 목록
다음은 대한민국 육군의 부대 및 편성 목록이다.
2019년, 제1야전군과 제3야전군이 지상작전사령부로 통합되었다.
2023년 12월 기준 대한민국 육군은 13개 상비 보병사단, 3개 기계화/기동사단, 1개 신속대응사단, 12개 지역방위사단, 5개 동원사단 등 총 34개 사단 전력과 6개 군단 전력을 갖추고 있다.

## 육군본부

### 참모총장
비서실
공보정훈실
감찰실
법무실
군사경찰실
시설실
의무실
군종실
육군개혁실

### 참모차장
기획관리참모부
인사참모부
정보작전지원참모부
군수참모부
정보화기획실
동원참모부

### 직할부대
- 수도방위사령부 "방패" 
  - 직할부대
    - 본부근무대
    - 제35특수임무대대
    - 제1방공여단
    - 제1경비단
    - 제122정보통신단
    - 제1113공병단
    - 군사경찰단
      - 제3군사경찰대대
      - 제5군사경찰대대
      - 제7군사경찰대
      - 제33군사경찰대
      - 특별경호대 (특수임무대)

    - 방패교육대

  - 예하부대 
    -  제52보병사단 "화살"
    -  제56보병사단 "북한산"
- 육군특수전사령부 "사자" 
  - 직할부대 
    - 본부근무대
    - 제707특수임무단 "백호"
    -  국제평화지원단 "온누리"
      - 아랍에미리트 군사훈련협력단 "아크"
      - 레바논 평화유지단 "동명"
      - 남수단 재건지원단 "한빛"

    - 육군특수전학교

  - 예하부대
    - 제1공수특전여단 "독수리"
    - 제3공수특전여단 "비호"
    - 제7공수특전여단 "천마"
    - 제9공수특전여단 "귀성"
    - 제11공수특전여단 "황금박쥐"
    - 제13특수임무여단 "흑표"
- 육군항공사령부 "불사조"
  - 제1항공여단
  - 제2항공여단
  - 항공정비여단
  - 의무후송항공대대 "메디온"
- 육군군수사령부 "칠성대"
  - 종합정비창
  - 종합보급창
  - 탄약지원사령부
- 육군교육사령부 "창조대" 
  -  육군훈련소
  -  육군보병학교 / 교육여단
  -  육군기계화학교 / 교육여단
  -  육군포병학교 / 교육여단
  -  육군방공학교
  -  육군공병학교
  -  육군정보학교
  -  육군정보통신학교
  -  육군항공학교
  -  육군화생방학교
  -  육군종합군수학교
  -  육군종합행정학교
  -  육군과학화전투훈련단
  -  전투지휘훈련단
  -  육군부사관학교
- 육군동원전력사령부
  - 직할부대
    - 본부근무대
    - 동원자원호송단

  - 동원사단
  -  제60보병사단 "권율"
  -  제66보병사단 "횃불"
  -  제72보병사단 "올림픽"
  -  제73보병사단 "충일"
  -  제75보병사단 "철마"
  - 동원지원단
    - 제31동원지원단
    - 제32동원지원단
    - 제35동원지원단
    - 제36동원지원단
    - 제37동원지원단
    - 제39동원지원단
    - 제50동원지원단
    - 제51동원지원단
    - 제52동원지원단
    - 제53동원지원단
    - 제55동원지원단
    - 제56동원지원단
- 육군미사일전략사령부 "무극"
- 육군인사사령부
- 육군사관학교 "화랑대"
- 육군3사관학교 "충성대"
- 육군학생군사학교 "문무대"
- 기타부대
  - 육군검찰단
  - 육군수사단
  - 육군기록정보관리단
  - 육군군사연구소
  - 육군시험평가단
  - 육군정보체계관리단
  - 육군전력지원체계사업단
  - 육군전투준비안전단
  - 육군사이버작전센터
  - 제2경비단

### 예하부대
- 지상작전사령부
- 제2작전사령부

#### 지상작전사령부

##### 직할부대
- 본부근부대
- 제36보병사단 "백호"
- 제55보병사단 "봉화"
- 제3기갑여단 "번개"
- 정보통신여단
- 화력여단
- 지상정보단
- 제11포병단
- 제1101공병단

##### 예하부대
- 수도군단
- 제1군단
- 제2군단
- 제3군단
- 제5군단
- 제7기동군단
- 제1군수지원사령부
  - 수도군수지원단
  - 제6군수지원단
  - 제7군수지원단
  - 제8군수지원단

###### 수도군단"충의"
- 직할부대
  - 본부근무대
  - 제700특공연대
  - 제140정보대대
  - 제100정보통신단
  - 제1175공병단
  - 제510방공대대
  - 제10화생방대대
- 예하부대
  -  제17보병사단 "번개"
    - 제3경비단

  -  제51보병사단 "전승"
  - 수도포병여단

###### 제1군단"광개토"
- 직할부대 
  - 본부근무대
  - 제701특공연대
  - 제141정보대대
  - 제101정보통신단
  - 제11방공단
  - 제301경비연대
  - 제11화생방대대
- 예하부대 
  -  제1보병사단 "전진"
  -  제9보병사단 "백마"
  -  제25보병사단 "비룡"
  -  제2기갑여단 "충성"
  -  제30기갑여단 "필승"
  - 제1공병여단
  - 제1포병여단 "비호포병"
  - 제1군수지원여단

###### 제2군단"쌍용"
- 직할부대
  - 본부근무대
  - 제702특공연대
  - 제142정보대대
  - 제102정보통신단
  - 제302경비연대
  - 제1전차대대
  - 제12화생방대대
  - 제512방공대대
- 예하부대
  -  제7보병사단 "칠성"
  -  제15보병사단 "승리"
  - 제2공병여단 "쌍용공병"
  - 제2포병여단 "쌍용포병"
  - 제2군수지원여단

###### 제3군단"산악"
- 직할부대
  - 본부근무대
  - 제703특공연대
  - 제143정보대대
  - 제103정보통신단
  - 제303경비연대
  - 제2전차대대
  - 제13화생방대대
  - 제513방공대대
- 예하부대 
  -  제12보병사단 "을지"
  -  제21보병사단 "백두산"
  -  제22보병사단 "율곡"
  -  제20기갑여단 "독수리"
  -  제23경비여단 "철벽"
  -  제102기갑여단 "일출"
  - 제1산악여단 "태백"
  - 제3공병여단
  - 제3포병여단 "산악포병"
  - 제3군수지원여단

###### 제5군단"승진"
- 직할부대 
  - 본부근무대
  - 제705특공연대
  - 제145정보대대
  - 제105정보통신단
  - 제5공병여단
  - 제5포병여단 "승진포병"
  - 제5군수지원여단
  - 제15방공단
  - 제305경비연대
  - 제15화생방대대
- 예하부대 
  -  제3보병사단 "백골"
  -  제5보병사단 "열쇠"
  -  제6보병사단 "청성"
  -  제28보병사단 "무적태풍"
  -  제1기갑여단 "전격"
  -  제5기갑여단 "철풍"

###### 제7기동군단"북진선봉"
- 직할부대
  - 본부근무대
  - 제1강습대대
  - 제2강습대대
  - 제107정보통신단
  - 제7공병여단 "태극공병"
  - 제7포병여단
  - 제17화생방대대
  - 제517방공대대
- 예하부대
  -  수도기계화보병사단 "맹호"
  -  제2신속대응사단 "노도"
  -  제8기동사단 "오뚜기"
  -  제11기동사단 "화랑"

#### 제2작전사령부

##### 직할부대
- 본부근무대
- 제12정보통신단
- 제1115공병단
- 제1117공병단
- 제19화생방대대

##### 예하부대
- 제31보병사단 "충장"
- 제32보병사단 "백룡"
- 제35보병사단 "충경"
- 제37보병사단 "충용"
- 제39보병사단 "충무"
- 제50보병사단 "강철"
- 제53보병사단 "충렬"
- 제5군수지원사령부 "오성"
  - 제51군수지원단
  - 제52군수지원단
  - 제53군수지원단

## 해체된 부대
다음은 다른 부대에 병합되거나 해체되어 사라진 역사 상의 대한민국 육군의 부대 목록이다.
- 야전군
  - 제1야전군; 1953년 12월 15일 ~ 2018년 12월 31일, 제3야전군과 통합되어 지상작전사령부로 재편성.
  - 제2야전군; 1954년 10월 31일 ~ 2007년 11월 1일, 제2작전사령부로 재편성.
  - 제3야전군; 1973년 7월 1일 ~ 2018년 12월 31일, 제1야전군과 통합되어 지상작전사령부로 재편성.
- 사령부
  - 백야전사령부, 쥐잡기 작전을 위한 임시 사령부. 작전 종료 이후 제2군단으로 재편성.
  - 시흥지구 전투 사령부, 북한군의 한강 도하를 막기 위한 임시 사령부. 작전 종료 이후 제1군단으로 재편성.
  - 서울올림픽 지원 사령부, 서울올림픽을 지원하기 위한 임시 사령부. 작전 종료 이후 해체됨.
  - 육군전투사령부; 1951년 5월 1일 ~ 1981년 ?월 ?일, 육군교육사령부와 통합되어 해체됨.
  - 군수기지사령부; 1960년 1월 15일 ~ 1970년 12월 15일, 제2군관구사령부로 재편성.
  - 울산경비사령부; 1968년 ?월 ?일 ~ 1982년 ?월 ?일, 제53보병사단 제127보병연대로 재편성.
  - 동해안경비사령부; 1969년 1월 18일 ~ 1982년 8월 15일, 제7군단으로 재편성.
  - 경인지역방어사령부; 1974년 3월 1일 ~ 1975년 8월 1일, 수도군단으로 재편성.
  - 방공포병사령부; 1991년 7월 1일 ~ 2013년 6월 11일, 공군방공유도탄사령부로 재편성.
  - 육군유도탄사령부; 2006년 9월 22일 ~ 2014년 4월 1일, 육군미사일사령부로 재편성.
  - 육군미사일사령부; 2014년 4월 1일 ~ 2022년 4월 1일, 육군미사일전략사령부로 재편성.
  - 제2군수지원사령부; 1971년 1월 1일 ~ 2018년 12월 31일, 제5군수지원여단으로 재편성.
  - 제3군수지원사령부; 1973년 3월 1일 ~ 2018년 12월 31일, 제1군수지원여단으로 재편성.
  - 제1군관구사령부; 1951년 5월 1일 ~ 1981년 ?월 ?일, 육군교육사령부와 통합되어 해체됨.
  - 제2군관구사령부; 1954년 12월 22일 ~ 1960년 1월 4일, 1974년 4월 1일 ~ 1982년 10월 15일, 육군군수사령부로 재편성.
  - 제3군관구사령부; 1954년 12월 1일 ~ 1982년 ?월 ?일, 해체됨.
  - 제5군관구사령부; 19??년 ?월 ?일 ~ 1982년 ?월 ?일, 제5군수지원사령부로 재편성.
  - 제6군관구사령부; 1954년 ?월 ?일 ~ 1972년 2월 28일, 경인지역방어사령부로 재편성.
- 군단
  - 제6군단 "진군"; 1954년 5월 1일 ~ 2022년 11월 30일, 해체됨.
  - 제8군단 "동해충용"; 1987년 4월 1일 ~ 2023년 6월 30일, 해체됨.
  - 제9군단 "충무"; 1987년 4월 1일 ~ 2007년 10월 31일, 해체됨.
  - 제11군단 "충렬"; 제9군단과 같음.
- 사단
  - 이라크 평화재건사단 "자이툰"; 2004년 2월 23일 ~ 2008년 12월 20일
  - 제20기계화보병사단 "결전"; 1953년 2월 9일 ~ 2019년 12월 1일
  - 제23보병사단 "철벽"; 1998년 12월 1일 ~ 2021년 11월 30일, 제23경비여단으로 재편됨.
  - 제26기계화보병사단 "불무리"; 제8기계화보병사단에 통합됨.
  - 제27보병사단 "이기자"; 1953년 9월 18일 ~ 2022년 11월 30일, 해체됨.
  - 제29보병사단; 1953년 11월 18일 ~ 1959년 1월 1일, 제20사단에 통함됨.
  - 제30기계화보병사단 "필승"; 1955년 2월 20일 ~ 2020년 11월 30일, 제30기갑여단으로 재편됨.
  - 제51예비사단 "방파제"; 1966년 10월 27일 ~ 1973년 3월 21일, 베트남 파병 철수 이후 해체됨.
  - 제57향토보병사단 "용마"; 1984년 1월 7일 ~ 2011년 12월 31일, 제56사단에 통합됨.
  - 제61동원보병사단 "상승"; 1974년 4월 1일 ~ 2017년 11월 30일, 해체됨.
  - 제65동원보병사단 "밀물"; 1974년 10월 1일 ~ 2017년 11월 30일
  - 제62동원보병사단 "충룡"; 1976년 ~ 2008년 12월 1일에 제32사단에 통합됨.
  - 제67동원보병사단 "용진"; 1976년 9월 10일 ~ 2005년 12월 1일, 제37사단에 통합됨.
  - 제69동원보병사단 "태풍"; 위와 같음, 제39사단에 통합됨.
  - 제70동원보병사단 "충효"; 위와 같음, 제50사단에 통합됨.
  - 제71동원보병사단 "선승"; 1990년 6월 1일 ~ 2016년 11월 30일, 해체됨.
  - 제76동원보병사단 "진격"; 2011년, 해체됨.
- 여단
  - 제1화학전방호여단; 2002년 2월 1일, 화생방방호사령부로 개편됨.
  - 제11민사여단; 이라크 재건 임무 종료 후 해산.
  - 제12민사여단; 제11민사여단과 같음.
  - 제35경비여단; 1984년 1월 1일 ~ 1991년 3월 1일. 제35특공대대로 재편성됨.
  - 제205특공여단 "백호"; 2008년 12월 1일 해체.
- 단
  - 제30경비단; 1996년, 대대로 축소 및 제1경비단에 예속됨.
  - 제33경비단; 제30경비단과 같음.
  - 제100건설공병단 "다산"; 2003년 2월 6일 ~ 2007년 12월
  - 제924의료지원단 "동의"; 2001년 12월 18일 ~ 2007년 12월 23일
  - 육군중앙경리단; 1957년 ~ 2012년 2월, 국군재정관리단으로 통합.
  - 필리핀 합동지원단 "아라우"; 2013년 12월 27일 ~ 2014년 12월 23일
- 연대
  - 제4보병연대, 여수·순천 사건의 영향으로 제20연대로 개명됨.
  - 제6보병연대, 여수·순천 사건 이후, 다수의 반란으로 제22연대로 개명됨.
  - 제14보병연대, 여수·순천 사건에서 진압되어 해체, 그리고 영구결번 처리.
  - 제706특공연대 "비호"; 2022년 8월 26일 해체됨.
  - 제707특공연대 "독수리"; 1988년 6월 1일 ~ 1994년, 제7강습대대로 재편성됨.
- 대대
  - 제102보충대대; 1951년 3월 ~ 2016년 11월 1일, 해체됨.
  - 제306보충대대; 1952년 2월 17일 ~ 2014년 12월 23일, 해체됨.
- 그 외
  - 제1훈련소, 업무가 한국 전쟁 이후 제2훈련소로 넘겨짐.
  - 제3훈련소, 제1훈련소에 병합.
  - 제5훈련소, 위와 같음.
  - 제6훈련소, 위와 같음.
  - 제7훈련소, 위와 같음. 현재 육군정보학교.
  - 제2사관학교
  - 제27특공대; ? ~ 1994년, 해체됨.

## 참고 사항
4연대 예하 대대를 모태로 창설한 14연대에서 여수·순천 사건이  일어났고, 이 사건에 따른 대규모 숙군 작업 때 4연대에 좌익이 많은 것으로 알려졌으며, 1949년에 4여단 예하의 8연대의 월북 사건이 발생한 후로는, "4"는 부대 명칭에서 제외되었다. 또, 10과 18도 욕설을 연상시켜 사용하지 않는 숫자가 되었다.

## 같이 보기
- 대한민국 육군의 사단 목록
- 대한민국 육군의 여단 목록
- 대한민국 육군의 연대 목록
- 대한민국 육군 항공대의 부대 목록
- 대한민국 해군의 부대 및 편성 목록
- 대한민국 공군의 부대 및 편성 목록